# 香港垃圾徵費爭議

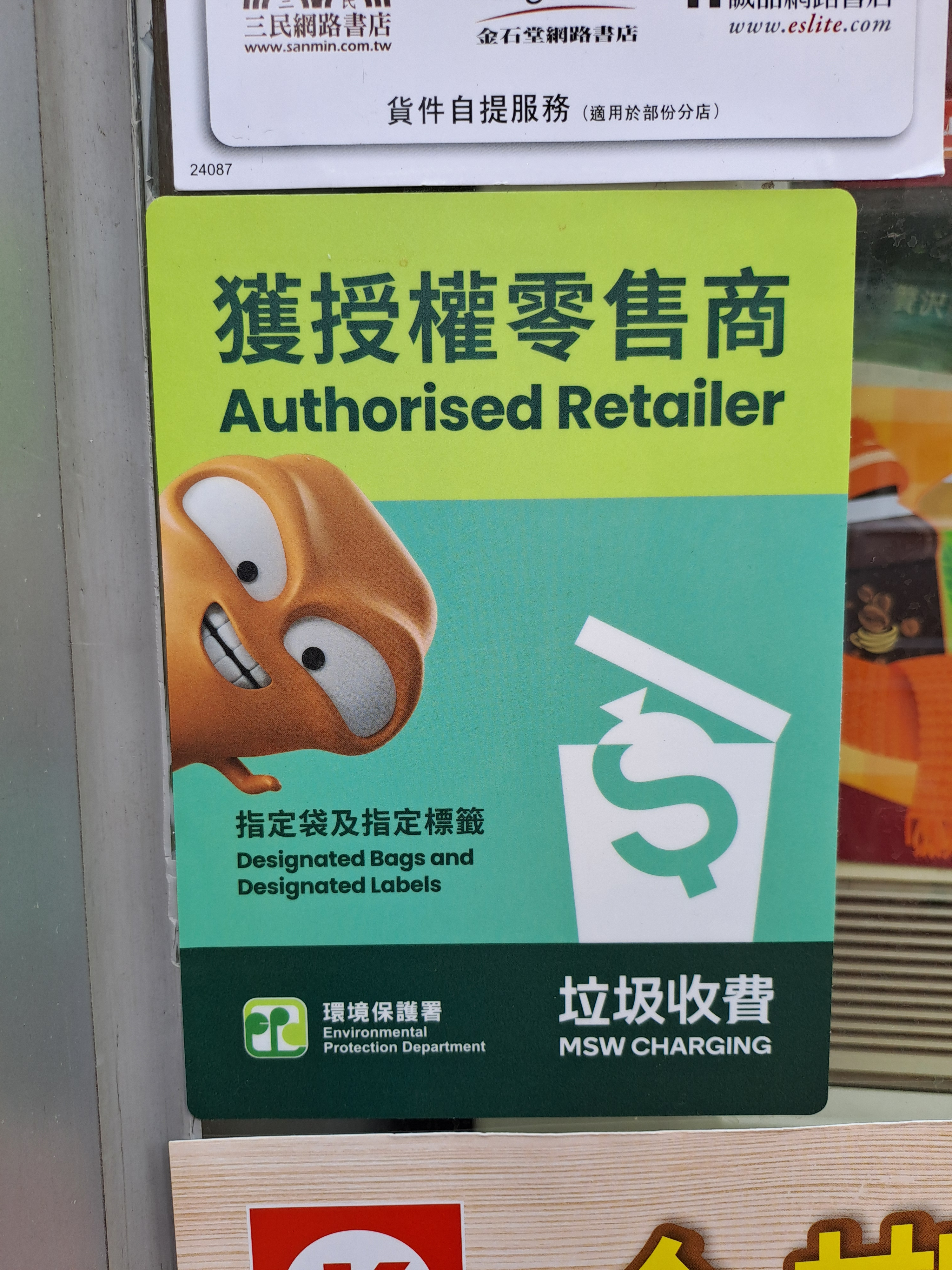
香港垃圾徵費「獲授權零售商」標貼

香港垃圾徵費爭議，香港垃圾徵費又名「都市固體廢物收費」。香港特別行政區政府於2021年8月通過的《2021年廢物處置（都市固體廢物收費）（修訂）條例》，條例中列明垃圾收費以「按袋模式」及「按重模式」收費。雖然如此，條例一直未能實行，直到2023年終宣佈於2023年底實施，惟因考慮到物業管理和清潔工聖誕、新年多人放假，前線人手不足，為免運作初期混亂，暫時無限期擱置實行。當香港政府公佈2024年4月實行後，引起不少爭議，不少市民批評政策混亂。有網民認為，為了避免垃圾收費，有可能會把垃圾棄置於街道垃圾桶，甚至會把垃圾帶到偏遠地方棄置；亦有可能會把垃圾囤積於家中等、或把垃圾沖落廁所等「奇招」以逃避徵費。除此之外，相關政策亦有可能引發商店及食店結業潮。因為回收等配套嚴重不足，大部份市民未能掌握及了解，而這非僅是政府解說不足，而是香港特區政府本身缺乏對廢物分類、廢物回收及減廢的設備及工作的種種配套準備，包括廢物分類及回收等設施在社區及大廈並未普及，回收箱經常爆滿卻沒有收走可回收物品，無助減少垃圾，卻急於開徵收費。2024年1月19日香港特區政府最終宣佈再度押後至8月1日，又於同年5月27日宣布無限期擱置垃圾徵費計劃。

## 背景
根據香港環境保護署，推行垃圾收費原因為香港的三個堆填區預計會在未來數年飽和，同時驅動企業和實踐減廢回收，同時帶動綠色就業，減少碳排放等。香港第五屆特區政府向香港立法會提交的《2018年廢物處置（都市固體廢物收費）（修訂）條例草案》，條例草案於2021年8月26日，以37票贊成、1票反對，和2021年後政府提交到立法會的大多數議案情況相似，在立法會近乎全票通過，完成立法的三讀程序。條例規定香港市民須要購買指定垃圾袋棄置垃圾。時任環境局長黃錦星表示：「政府會按部就班落實徵費，包括設立為期18個月的準備期，期間免費向市民派發指定垃圾袋，並繼續諮詢各界包括立法會環境事務委員會的意見，再決定法例正式生效日期。」
2024年財政預算案預料垃圾徵費可為政府帶來17.9億港元收入，較政府2023年原來預測的8.6億港元收入為高，收入增逾100%。最初計劃原定2023年底推行，惟當時考慮到前線人手不足，決定押後至2024年4月1日推行。2024年1月起，政府開始宣傳有關措施，引起社會各界熱議。最終再度押後至8月1日。2024年5月中旬多個傳媒引述政府消息人士稱特區政府領導層有意擱置原定於8月1日實施的徵費計劃，並且不再發表下次實施日期，環保團體則要求政府如期徵費，綠領行動稱即使不全港實施，也應由政府部門、政府辦公室及警察宿舍等政府建築物先落實垃圾徵費，作為示範及樹立榜樣，為全面實施鋪路，否則就是欠缺決心及沒有執行力，不過政府拒絕環保團體由政府建築物做起的要求，並且在5月27日宣布無限期押後徵費，認為即使不推行徵費也不代表停止垃圾分類及加強回收的工作。

## 爭議
環境及生態局局長謝展寰稱只是市民沒有接收垃圾收費的資訊，旗下公務員更說出：「清不清楚看你想不想弄清！」可是環境保護署助理署長（都市固體廢物收費）胡勁欣卻聲稱地拖棍應鋸斷後放入收費垃圾袋，顯示香港特區政府未有準備好分類回收及減廢便推出收費，而不單是解說不足的問題。

### 配套設施嚴重不足
香港部份回收箱的回收廢物，經常儲存滿了很久都未有清理。除此之外，稻苗飲食專業學會榮譽會長黃傑龍表示旗下50多間食肆的所在地點，有接近4成商場亦未有相關回收配套，而且食肆亦難以有空間分出多個收集箱。分類廚餘亦屬厭惡性工作，難以請人進行。由此種種原因，不少食肆反映寧願支付定額垃圾費。

### 香港居住空間遠比海外城市細小
香港特區官員及自稱環保人士經常宣稱「日本、台北實施垃圾徵費後，減廢效果良好」來為垃圾收費辯護，卻迴避香港的人均居住面積遠比外國細小，香港除富豪外，普羅大眾的居所普遍細小，包括比亞洲各主要城市的居所狹小，香港有不少住宅採用沒有間隔的開放式廚房，並且出現香港獨有的納米樓，還有房委會近十多年大量建造小至不足200餘平方尺的居屋、公屋超迷你單位，也有不少市民租住於套房中，家中的垃圾桶和睡床之間往往沒有任何間隔，如中國香港李家超政府近年大搞的簡約公屋，預設是開放式設計，家中難以再放置不同回收桶做分類，也難以先堆放不同種類的垃圾，再等到足夠數量及有空閒時間拿去回收。
居住面積比香港大得多的城市如台北等地，當地政府都廣設分類回收箱，在住宅大廈內每樓層都設有分類回收箱，可是香港的大部分住宅大廈每樓層只能容納垃圾桶，沒有空間再設置分類回收箱，變相要居民浪費能源乘升降機落樓找回收箱，很多唐樓連垃圾房及升降機也沒有，甚至附近沒有回收點，居民要上落樓梯落街，甚至要乘車去回收點。社評認為香港廢物收費難以推行，甚至連廢物分類也遲遲不達到效益，是香港缺乏家居廢物回收屋宇規劃及居住面積狹小問題長期沒有改善的後遺症，也導致香港和海外城市推行垃圾費缺乏可比性。

### 法律責任轉到清潔工
清潔工人職工會組織幹事梁芷茵表示，有不少清潔工人對相關操作細節不清楚，對於實施垃圾收費後，若接收沒有指定袋的違規垃圾感到驚訝。由於清潔工人本身已屬厭惡性工作，若隨時有法律責任上身，或會辭職。

### 大型垃圾的處理
雖然政府表明大型垃圾的處理可以「11元標籤」解決，如沙發、椅子等。然而，若其部件被拆開時的解決方法亦引起爭議，如辦公室桌椅被拆開等問題。對此，環境保護署助理署長胡勁欣表示，其部件可將其「紮件」（綑綁成一件），然後貼一張「11元標籤」。同時，某些大型垃圾亦難以入袋，如「拖把棍」、「直立式風扇」等長條形狀的垃圾。胡勁欣表示同意地拖棍需要以11元支付費用較昂貴，故建議將其「鋸開」再入袋。然而有關言論引起嘩然。

### 劏房戶擬廚餘倒馬桶
香港社區組織協會於2024年2月期間，訪問306名低收入劣居所租客，包括劏房、板間房、床位、天台屋等，了解他們對垃圾徵費的意見。76.5%受訪者擔心額外購買指定袋和指定標籤會造成經濟負擔，亦有56.9%受訪者仍不了解實際操作，例如徵費價錢、購買膠袋方式和垃圾處理方式。55.9%受訪者表示會集合多於一天的垃圾才棄置，24.2%受訪者會將廚餘倒入廁所馬桶，以減少垃圾袋的使用及丟垃圾的頻率。社協擔心，這反而引起家居衛生問題及大廈喉管倒塞等問題，增加大廈維修成本。社協建議政府應按房屋類型分4個階段試行垃圾徵費，以及延遲實施法例，政府應將執法期延長至2025年4月1日，才正式於全港包括劏房區實行措施，以助市民適應。

### 雙重徵費問題
港府徵收的差餉自1973年起全部撥予市政局、區域市政局作為垃圾處理費，至2000年特區政府「拆局」，撤銷兩個民選議會，把市政局、區域市政局解散後沒有將差餉取消，而是把差餉歸入特區政府作為收入，2012年立法會議員討論廢物收費問題時，便提出開徵垃圾費後，便應撤銷或減免差餉，不應變相實施雙重收費，推動減廢不能由收費主導，使得廢物徵費成為一種混合稅，當年兩派議員都認同如推行垃圾收費便應減差餉。

### 食肆月增萬元開支
稻苗飲食專業學會會長、金記餐飲有限公司主席徐汶緯表示，香港食肆地方有限，難有多餘位置安放大型廚餘機，唯有花錢處理垃圾，相信實施垃圾收費後成本增加，以一間面積2,000平方呎的茶餐廳計算，垃圾收費後每月購買垃圾袋的開支會增加8,000元至10,000元。他表示成本增加一般會轉嫁給消費者，唯現時經濟環境仍欠佳，餐飲業也要提供不少優惠吸客，故難以要顧客為垃圾收費「埋單」。
觀塘潮州酒樓「潮薈軒」董事總經理黃重勤受訪時亦憂慮，指定垃圾袋承重力不足夠，或要在垃圾桶上套多一個膠袋。他又透露，坊間的大型廚餘機，入門級售賣七、八萬，還涉及維條保養，以及地方擺放等問題，最後放棄購買廚餘機，寧願花錢買指定垃圾袋。

### 垃圾徵費「先行先試」多混亂
垃圾徵費「先行先試」於4月1日開始在14個處所實施，雖然部署多時，但首日仍出現不少問題。例如有列為試點的「三無大廈」住戶，在計劃開始時仍未收到指定袋，形容政府派袋安排「亂嚟」。亦有劏房房認為，政府只是放下指定袋，沒教導如何使用，認為政策是擾民。柴灣公屋連翠邨也是試點之一，但樓層垃圾房內仍有不少住戶用非指定垃圾袋丟垃圾。
新蒲崗新光宴會廳昨日起參與「先行先試」，店內3個大垃圾桶都換上了指定袋。但酒樓負責人表示，240公升細袋難套牢垃圾桶，唯有轉用660公升的指定袋，恐日後令成本大增。另一參與的食肆，大圍漢年茶餐廳甚至未有對垃圾分類，直接將所有垃圾放入後巷的垃圾桶內。

### 廚餘機難用、爆滿及故障問題
雖然政府在部分地點如公屋設置廚餘機，但廚餘機的使用需要配合手機應用程式，不懂使用智能手機的長者，便無法使用廚餘機，部分長者即使有智能手機也表示難用。廚餘機又經常發生爆滿及損壞等問題，廚餘機對放入的廚餘有很多限制，大塊骨頭及有硬殼的食物殘渣都不能放入，很多特地下樓用廚餘機的居民都無所適從，當廚餘機爆滿或發生故障，將容易腐敗的廚餘堆放在廚餘機附近，即使有膠桶臨時收集，含有菜渣及腐肉的廚餘會有臭氣及衛生的問題，因使用廚餘機而未有用膠袋包好的食物殘渣，如堆放在廚餘機旁，更容易因腐敗傳出臭氣，在濕熱的夏季更會臭氣熏天，容易滋生蚊蟲，對廚餘機附近居住的居民造成影響。廚餘機及「綠綠賞」發放機須要長期插電，也有耗用能源的問題。

## 各界觀點

### 建制派倡擱置垃圾徵費
建制派代表性人物、中國和平統一促進會香港總會理事長盧文端在《明報》撰文指垃圾徵費是「當年由激進反對派提出」，反對派的目的是串連環保份子利用環保道德綁架香港社會，最終害苦了香港，因此「香港要堅決擺脫環保道德綁架」，從先行先試的「亂象」反映香港社會還沒有準備好推行；又稱在《基本法》23條立法後，政府重點工作是謀經濟發展，但不少社會人士擔心垃圾徵費爭議持續發酵「會衝擊香港聚焦謀發展的主旋律」，故建議政府在先行先試完結後，重新考慮是否押後或完全停止，而盡快叫停徵費爭議應是首要考慮。盧文端在文章指出，如任由垃圾徵費爭議耗費社會精力，干擾政府聚精會神謀發展，「相信也不是中央希望見到的局面，因為不符合中央的希望和要求」。
前環境局局長黃錦星認為歷任的主事官員，环保政策需考虑不同社會狀況，因時制宜，形容「政治是複雜的，鼓勵大家向前看。」他認為垃圾收費討論有正面作用，鼓勵市民繼續善用既有回收設施，包括綠在區區、廚餘回收機，「現在的環境，要想想初心，是減廢、減碳、邁向碳中和。」

### 環保團體敦促港府盡快執行徵費
綠領行動總幹事何漢威表示，政府在推動如何處理大型垃圾方面，仍有不足，認為可參考台灣做法，由政府團隊協助收集及復修枱櫈等，更好鼓勵回收與轉贈。同時可規定住宅大廈設立回收層，並於閉路電視，集中處理住戶的回收物。對於垃圾徵費不斷延遲一事，他表示「政府無把握超過18個月的準備期，認真，深入，落區宣傳，令到社會各界認識不足」，並認為以上問題一直不解決，不斷將問題延後，實屬於事無補。

### 環團批政府對減廢欠決心
垃圾徵費3度延期，並沒有具體實施時間表。多個環保團體對此表示極度失望，部分指此與無限期擱置無異。反映政府對整體減廢政策欠缺決心，亦沒有以身作則先實行徵費是不負責任。他們又指所提出的增加回收配套等後續工作欠缺經濟誘因及實際減廢目標，與「先行先試」或原先訂立的6個適應期內的推廣措施並無分別，促加快推行生產者責任制，制止生產者大量製造即棄包裝等，由上而下減廢。

## 參看
- 垃圾徵費
- 綠在區區